# Нодс (Берн)
Нодс (нем. Nods BE) — коммуна в Швейцарии, в кантоне Берн. 
Входит в состав округа Ла-Нёввиль. Население составляет 728 человек (на 31 декабря 2006 года). Официальный код — 0724.

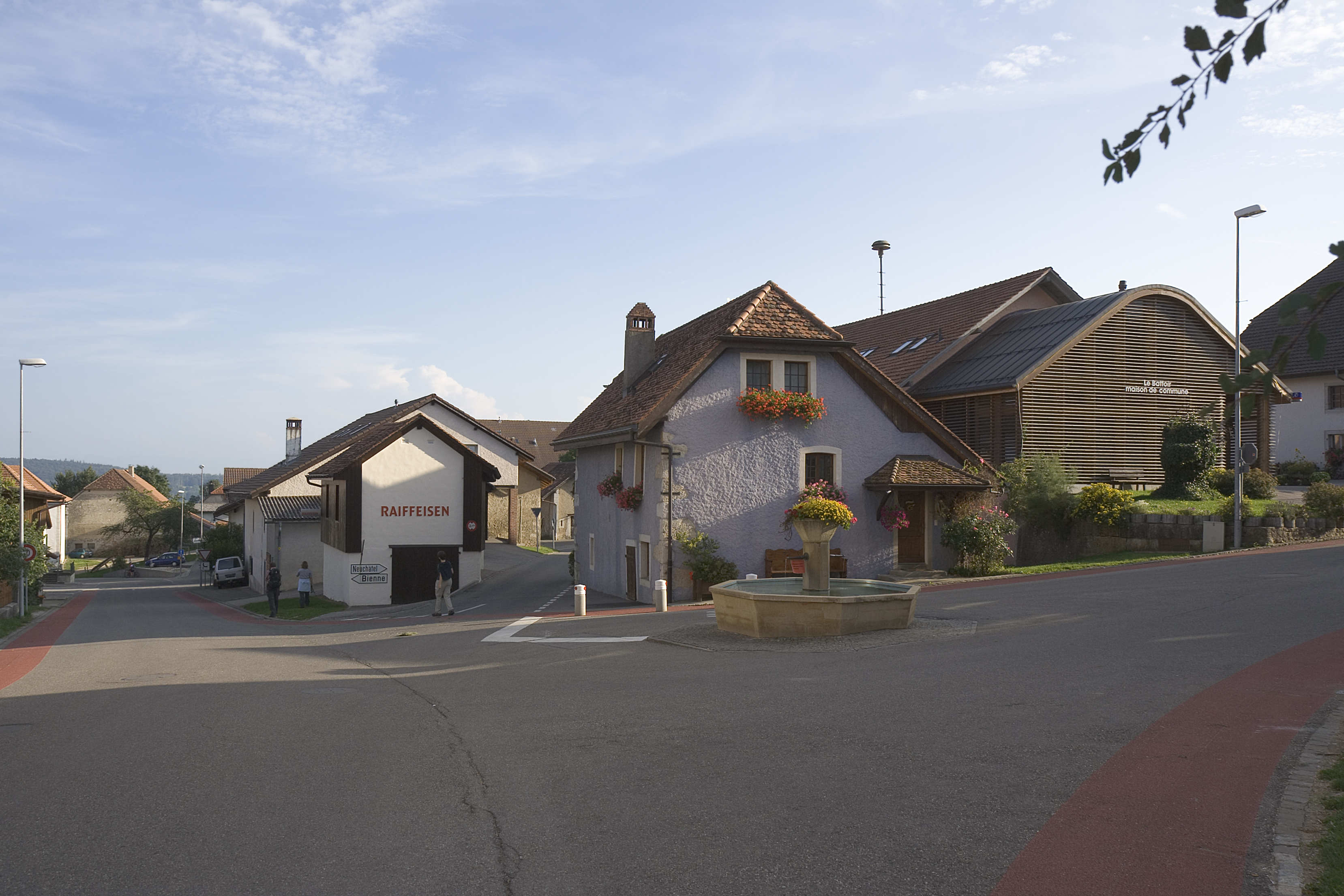
Нодс

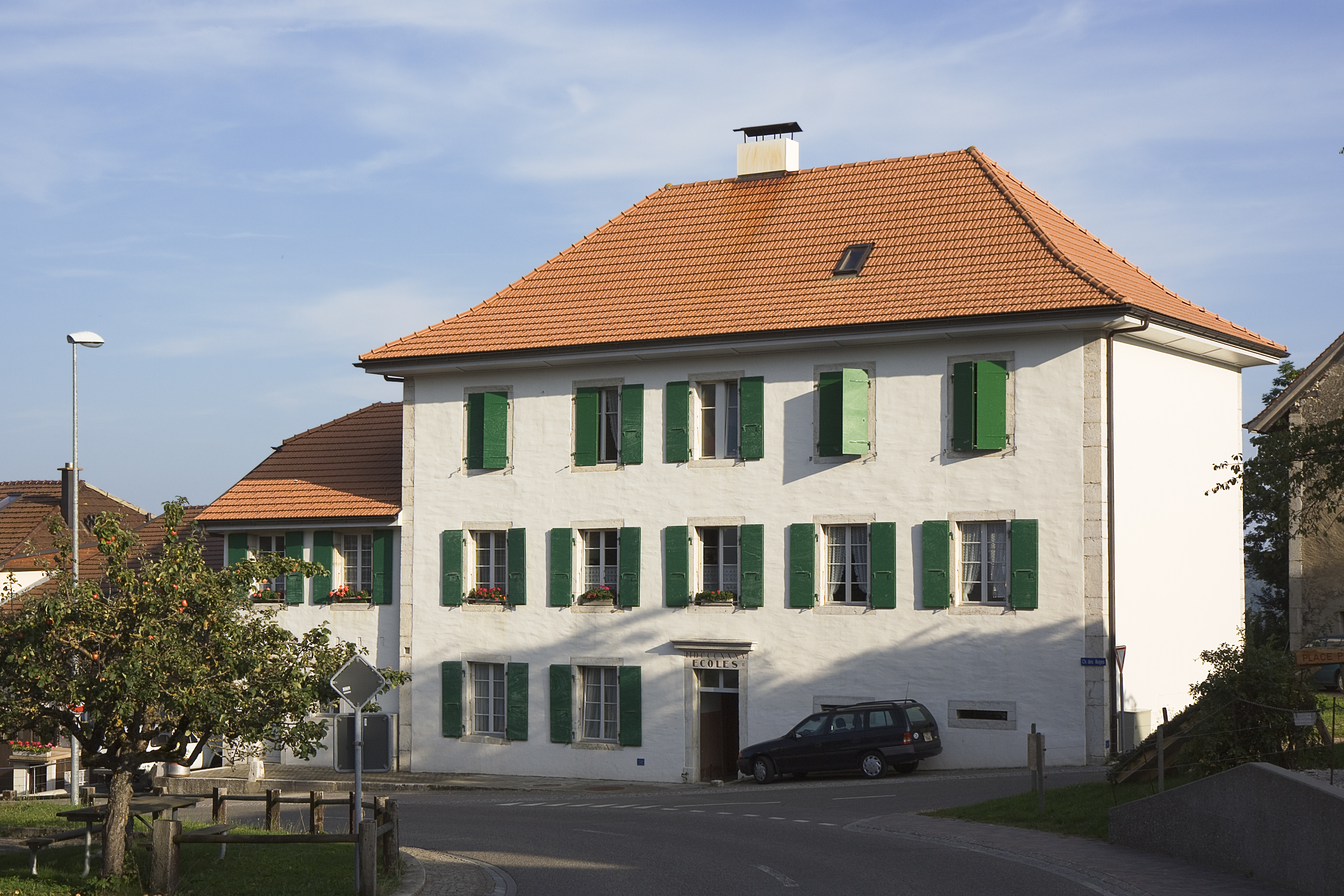
Церковь